# Cupa României 1994/95
Der Cupa României in der Saison 1994/95 war das 57. Turnier um den rumänischen Fußballpokal. Sieger wurde zum zweiten Mal nach 1963 Petrolul Ploiești, das sich im Finale am 21. Juni 1995 gegen Rapid Bukarest durchsetzen konnte. Dadurch qualifizierte sich Petrolul für den Europapokal der Pokalsieger. Titelverteidiger Gloria Bistrița war bereits im ersten Spiel ausgeschieden.

## Modus
Die Klubs der Divizia A stiegen erst in der Runde der letzten 32 Mannschaften ein. Im Achtel- und Viertelfinale fanden alle Spiele auf neutralem Platz statt. Es wurde jeweils nur eine Partie ausgetragen. Das Halbfinale wurde in Hin- und Rückspiel entschieden. Fand nur eine Partie statt und stand diese nach 90 Minuten unentschieden oder konnte in beiden Partien unter Berücksichtigung der Auswärtstorregel keine Entscheidung herbeigeführt werden, folgte eine Verlängerung von 30 Minuten. Falls danach noch immer keine Entscheidung gefallen war, wurde die Entscheidung im Elfmeterschießen herbeigeführt.

## Sechzehntelfinale
| Datum            |                          | Ergebnis              |                       |
| ---------------- | ------------------------ | --------------------- | --------------------- |
| 26. Februar 1995 | FC Maramureș Baia Mare   | 1:0                   | Ceahlăul Piatra Neamț |
|                  | Metrom Brașov            | 1:2                   | UTA Arad              |
|                  | AS Rocar Bukarest        | 2:1                   | FC Argeș Pitești      |
|                  | Sportul Studențesc       | 0:1                   | Electroputere Craiova |
|                  | Dacia Unirea Brăila      | 1:1 n. V. (3:4 i. E.) | FC Național Bukarest  |
|                  | Portul Constanța         | 0:3                   | Steaua Bukarest       |
|                  | Metalurgistul Cugir      | 1:0                   | Gloria Bistrița       |
|                  | Unirea Dej               | 1:0                   | FC Brașov             |
|                  | FC Drobeta Turnu Severin | 0:1                   | Universitatea Cluj    |
|                  | Politehnica Iași         | 0:1                   | Oțelul Galați         |
|                  | Minerul Mătăsari         | 0:2                   | Petrolul Ploiești     |
|                  | Dacia Pitești            | 1:3                   | Dinamo Bukarest       |
|                  | Oțelul Târgoviște        | 1:0                   | FC Inter Sibiu        |
|                  | AS Armata Târgu Mureș    | 1:2                   | Rapid Bukarest        |
|                  | Petrolul Țicleni         | 1:2                   | FC Farul Constanța    |
|                  | FC Politehnica Timișoara | 2:3                   | Universitatea Craiova |

## Achtelfinale
| Datum         |                        | Ergebnis  |                     | Ort        |
| ------------- | ---------------------- | --------- | ------------------- | ---------- |
| 15. März 1995 | FC Maramureș Baia Mare | 5:0       | AS Rocar Bukarest   | Alba Iulia |
|               | Universitatea Cluj     | 1:0       | FC Farul Constanța  | Brașov     |
|               | Rapid Bukarest         | 4:1       | Steaua Bukarest     | Bukarest   |
|               | FC Național Bukarest   | 1:0 n. V. | Oțelul Galați       | Buzău      |
|               | UTA Arad               | 2:0       | Metalurgistul Cugir | Deva       |
|               | Electroputere Craiova  | 3:1       | Unirea Dej          | Mediaș     |
|               | Petrolul Ploiești      | 2:0       | Oțelul Târgoviște   | Moreni     |
|               | Universitatea Craiova  | 3:1       | Dinamo Bukarest     | Pitești    |

## Viertelfinale
| Datum          |                       | Ergebnis |                        | Ort       |
| -------------- | --------------------- | -------- | ---------------------- | --------- |
| 12. April 1995 | Universitatea Cluj    | 3:0      | FC Național Bukarest   | Brașov    |
|                | Rapid Bukarest        | 4:1      | FC Maramureș Baia Mare | Bukarest  |
|                | Universitatea Craiova | 6:1      | Electroputere Craiova  | Craiova   |
|                | Petrolul Ploiești     | 2:1      | UTA Arad               | Târgu Jiu |

## Halbfinale
Die Hinspiele fanden am 10. Mai 1995, die Rückspiele am 24. Mai 1995 statt.
|                    | Gesamt |                       | Hinspiel | Rückspiel |
| ------------------ | ------ | --------------------- | -------- | --------- |
| Universitatea Cluj | 0:3    | Petrolul Ploiești     | 0:0      | 0:3       |
| Rapid Bukarest     | 3:0    | Universitatea Craiova | 2:0      | 1:0       |

## Finale
| Paarung           | Petrolul Ploiești – Rapid Bukarest |
| Ergebnis          | 1:1 (0:0), 5:3 i. E. |
| Datum             | 21. Juni 1995 |
| Stadion           | Nationalstadion, Bukarest |
| Zuschauer         | 30.000 |
| Schiedsrichter    | Ion Crăciunescu (Râmnicu Vâlcea) |
| Tore              | 1:0 Ioan Andreicuț (82.) 1:1 Iulian Chiriță (87.) Elfmeterschießen: Petrolul Ploiești: Cristian Zmoleanu, Octavian Grigore, Marian Grama, Ioan Andreicuț und Valeriu Răchită verwandeln Rapid Bukarest: Dănuț Lupu, Iulian Chiriță und Ion Vlădoiu verwandeln; Florin Frunză verschießt |
| Petrolul Ploiești | Ștefan Preda, Daniel Chiriță (41. Daniel Baștină), Octavian Grigore, Valeriu Răchită, Gheorghe Leahu, Marian Grama, Mihai Pârlog, Marcel Abăluță, Cristian Zmoleanu, Daniel Zafiris (67. Ioan Andreicuț) Cheftrainer: Marin Ion                                                         |
| Rapid Bukarest    | Leontin Toader, Adrian Matei, Romulus Bealcu, Georgică Vameșu (77. Florin Frunză), Iulius Zamfir, Tiberiu Curt, Ionel Chebac (58. Dorel Mutică), Dănuț Lupu, Florin Constantinovici, Ion Vlădoiu, Iulian Chiriță Cheftrainer: Sorin Cârțu                                               |